# Франкенштейн (фильм, 1910)
«Франкенштейн» (англ. Frankenstein, 1910) — первая известная экранизация романа Мэри Шелли «Франкенштейн, или Современный Прометей». Короткометражный немой фильм поставлен на студии Эдисона режиссёром Дж. Сирлом-Доули, который модифицировал сюжет романа в нравственно-философскую притчу, противопоставив чувства человека и рассудочность учёного.

## Сюжет
Молодой студент Виктор Франкенштейн (Огастес Филлипс) уединяется в университетской лаборатории и пытается создать совершенного человека. Однако из огромного котла с реактивами появляется весьма далекое от идеала уродливое существо — Чудовище (Чарльз Огл). Франкенштейн в ужасе покидает лабораторию. Дома студента успокаивает его невеста Элизабет (Мэри Фуллер), и Франкенштейн приходит к мысли, что искусственное создание человеческого существа — ложный путь, а истина только в человеческих чувствах.

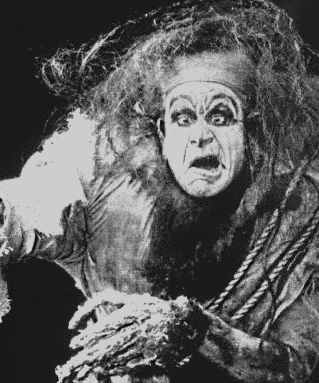
Чарлз Огл в роли монстра

В день свадьбы Чудовище, которое не может существовать без своего создателя, проникает в будуар Элизабет. На её крик прибегает Франкенштейн. Элизабет в обмороке. Чудовище сбивает студента с ног и скрывается. Франкенштейна переполняет любовь к Элизабет, и это чувство окончательно вытесняет Чудовище из его сознания. Фильм заканчивается метафорическим эпизодом, в котором Чудовище видит своё отражение в зеркале и с угрозой вздымает руки — но вдруг исчезает, причём его отражение в зеркале остаётся. Франкенштейн подходит к зеркалу и видит в нём вместо себя Чудовище. Но борьба добра и зла в душе студента уже окончена: ужасный образ в зеркале меняется на собственное отражение Франкенштейна.